# Ixodes loricatus
Ixodes loricatus är en fästingart som beskrevs av Neumann 1899. Ixodes loricatus ingår i släktet Ixodes och familjen hårda fästingar. Inga underarter finns listade i Catalogue of Life.